# Midland Motor Company
Midland Motor Company war ein US-amerikanischer Hersteller von Automobilen. Zwei Anzeigen bestätigen diese Firmierung. Eine andere Quelle verwendet dagegen die Firmierung Midland Motor Car Company.

## Unternehmensgeschichte
Das Unternehmen wurde 1908 in Moline in Illinois gegründet. Es war eine Reorganisation der Deere-Clark Motor Car Company. Charles H. Pope war Präsident. Im gleichen Jahr begann die Produktion von Automobilen. Der Markenname lautete Midland. 1911 zog sich Pope zurück. 1913 endete die Produktion. Im gleichen Jahr begann der Bankrott. Im März 1914 wurde das Unternehmen aufgelöst.
Es gab keine Verbindung zu Midland Machine Works aus Muskogee in Oklahoma, die etwa im gleichen Zeitraum Personenkraftwagen unter dem gleichen Markennamen anboten.

## Fahrzeuge
1908 gab es nur das Model G-9. Der Vierzylindermotor war mit 30/35 PS angegeben. Das Fahrgestell hatte 300 cm Radstand. Zur Wahl standen Tourenwagen mit fünf und mit sieben Sitzen.
1909 blieb dieses Modell unverändert. Dazu kam das Model E. Der Vierzylindermotor war mit 25/30 PS angegeben. Der Radstand betrug 284 cm. Überliefert sind Roadster mit vier Sitzen und Tourenwagen mit fünf Sitzen.
1910 war das Model K das größere von zwei Modellen. Der Motor leistete 50 PS. Der Radstand von 305 cm ermöglichte Aufbauten als fünf- und als siebensitzige Tourenwagen. Das Model L hatte einen 40-PS-Motor und 292 cm Radstand. Erhältlich waren Tourenwagen mit fünf Sitzen, Roadster mit vier Sitzen und Tonneau mit vier Sitzen.
1911 wurde beim Model K der Radstand auf 300 cm gekürzt. Das kleinere Modell wurde nun Model L-1 genannt. Aus dem bisherigen Tonneau wurde ein Toy Tonneau. Ein fünfsitziger Tourenwagen mit vorderen Türen ergänzte das Karosserieangebot.
1912 erfolgte die nächste Umbenennung in Model L-111. Nun sind Tourenwagen, Toy Tonneau, Roadster und ein Colonial Coupé genannt. Das Model R hatte den gleichen Motor, aber 300 cm Radstand und einen Aufbau als fünfsitziger Tourenwagen. Neu war auch das Model O. Es hatte einen Sechszylindermotor mit 46 PS Leistung. Der Radstand betrug ebenfalls 300 cm. Einzige bekannte Karosserieform war ein zweisitziger Roadster.
1913 stellte das Model T-4 das kleinere und schwächere Modell dar. Der Vierzylindermotor leistete 40 PS. Der Radstand betrug 310 cm. Es gab Tourenwagen mit fünf Sitzen, Roadster mit zwei und mit drei Sitzen, Speedster mit zwei Sitzen und ein Coupé mit zwei Sitzen. Das Model T-6 hatte einen Sechszylindermotor mit 50 PS Leistung. Der Radstand maß 340 cm. Überliefert sind Tourenwagen mit fünf und mit sieben Sitzen, Roadster mit zwei Sitzen und ein Napoleon Coach mit fünf Sitzen.

## Modellübersicht
| Jahr | Modell      | Zylinder | Leistung (PS) | Radstand (cm) | Aufbau                                                                                        |
| ---- | ----------- | -------- | ------------- | ------------- | --------------------------------------------------------------------------------------------- |
| 1908 | Model G-9   | 4        | 30/35         | 300           | Tourenwagen 5-sitzig und 7-sitzig                                                             |
| 1909 | Model E     | 4        | 25/30         | 284           | Roadster 4-sitzig, Tourenwagen 5-sitzig                                                       |
| 1909 | Model G-9   | 4        | 30/35         | 300           | Tourenwagen 5-sitzig und 7-sitzig                                                             |
| 1910 | Model K     | 4        | 50            | 305           | Tourenwagen 5-sitzig und 7-sitzig                                                             |
| 1910 | Model L     | 4        | 40            | 292           | Tourenwagen 5-sitzig, Roadster 4-sitzig, Tonneau 4-sitzig                                     |
| 1911 | Model K     | 4        | 50            | 300           | Tourenwagen 5-sitzig und 7-sitzig                                                             |
| 1911 | Model L-1   | 4        | 40            | 292           | Tourenwagen 5-sitzig, Roadster 4-sitzig, Toy Tonneau 4-sitzig, Fore-Door Tourenwagen 5-sitzig |
| 1912 | Model L-111 | 4        | 40            | 292           | Tourenwagen, Toy Tonneau, Roadster, Colonial Coupé                                            |
| 1912 | Model O     | 6        | 46            | 300           | Roadster 2-sitzig                                                                             |
| 1912 | Model R     | 4        | 40            | 300           | Tourenwagen 5-sitzig                                                                          |
| 1913 | Model T-4   | 4        | 40            | 310           | Tourenwagen 5-sitzig, Roadster 2-sitzig und 3-sitzig, Speedster 2-sitzig, Coupé 2-sitzig      |
| 1913 | Model T-6   | 6        | 50            | 340           | Tourenwagen 5-sitzig und 7-sitzig, Roadster 2-sitzig, Napoleon Coach 5-sitzig                 |

## Produktionszahlen
Insgesamt entstanden fast 3000 Fahrzeuge.
| Jahr  | Produktionszahl |
| ----- | --------------- |
| 1908  | 200             |
| 1909  | 300             |
| 1910  | 527             |
| 1911  | 643             |
| 1912  | 613             |
| 1913  | 671             |
| Summe | 2954            |